# Clube União Fabril
O Clube União Fabril, também conhecido como CUF Barreiro ou Fabril do Barreiro ou ainda simplesmente como CUF é um clube desportivo português, localizado na freguesia de Barreiro e Lavradio, município do Barreiro, distrito de Setúbal. Pedro Lima é o atual presidente.
Atualmente o clube compete no Campeonato de Portugal na Série D.

## História
Foi fundado como Grupo Desportivo da CUF, em 1937. Entre 1940 e 1944, chamou-se Unidos Futebol Clube do Lavradio e Grupo Desportivo CUF.
Após o 25 de Abril e a consequente nacionalização e com a criação da Quimigal, mudou o nome para "Grupo Desportivo da Quimigal" entre 1977 e 2000, a partir de 2000 passou a ser o atual Grupo Desportivo Fabril. 
Em 2022, com Faustino Mestre como presidente, foi a votos em assembleia geral a decisão de voltar a designar o clube pelo nome pelo qual o clube ficou conhecido a nível nacional. Assim ficou decidido que em 2023 o clube se voltaria a chamar CUF mas em vez de Companhia União Fabril passaria a ser Clube União Fabril.
Em 2012/13, ficou entre os 16 melhores da Taça de Portugal, superando Mortágua, Paredes, Eléctrico e Oliveira do Hospital, sendo eliminado pelo Belenenses.
Venceu 1 dos 10 grupos da Taça Intertoto em 1974, sua maior conquista em toda sua historia.

## Cronologia histórica
O clube foi fundado em 14 de Abril de 1928 com o nome de Unidos do Barreiro.
- 1928: é fundado o Unidos do Barreiro a 14 de Abril.
- 1937: é fundado o Grupo Desportivo da CUF a 27 de janeiro.
- 1937: Eduardo Lopes, ciclista do GD CUF, sagra-se Campeão Nacional de Fundo, em Amadores.
- 1938: Eduardo Lopes, ciclista do GD CUF, sagra-se Campeão Distrital de Velocidade.

- 1939: Joaquim Fernandes, ciclista do GD CUF, vence a Volta a Portugal em Bicicleta.
- 1939: Eduardo Lopes, ciclista do GD CUF, sagra-se novamente Campeão Distrital de Velocidade.

- 1941/42: a equipa de futebol ascende pela primeira vez à principal divisão do futebol português.

- 1942/43: a equipa sénior de futebol não consegue evitar a despromoção em ano de estreia, classificando-se no 9º lugar, num campeonato com dez clubes. Apesar disso, destaca-se a vitória forasteira por 4-3 frente ao FC Porto.
  - Morre Alfredo da Silva, o industrial fundador da Companhia União Fabril (CUF), que deu o nome ao clube.[4]

- 1953/54: campeões Nacionais da 2ª Divisão em 1953/54 e volta a ganhar o direito a pisar o patamar mais alto do futebol português. Eram elementos da equipa, entre outros, Libanio, Barriga, Vasques, Luís, Sérgio, Aureliano, André, Carreira (cap.), Orlando, Matos, Vale, Velhinho. O treinador era João Mário. O clube disputaria a 1ª Divisão ininterruptamente nos próximos 22 anos.
  - 1957/58 A equipa júnior de futebol é vice-campeã nacional da 1.ª Divisão, perdendo na final e após um terceiro jogo, frente à Académica de Coimbra por 2-0. O encontro decisivo foi realizado no Estádio da Tapadinha. Nos dois jogos anteriores, tinham-se registado outros tantos empates (2-2; 1-1).

- 1964/65: uma época de ouro para o clube. A principal equipa de futebol do clube alcança um brilhante 3º lugar no Campeonato Nacional da 1ª Divisão, numa prova disputada por 14 equipas. O GD CUF apurava-se, assim e pela primeira vez, para a Taça dos Clubes de Cidades com Feiras, como era designada a actual Taça UEFA.
  - Três jogadores do clube Campeões da Europa por Portugal em 1963. No mesmo ano, a equipa sénior de Hóquei em Patins é campeã nacional da modalidade. Era Presidente do clube o Engº Mário Pimenta. A conquista do Campeonato Nacional por parte do GD CUF não foi surpresa. Ao lado, pode ver-se a Selecção Nacional que venceu o Campeonato da Europa em 1963. Alinharam nesse campeonato e eram presenças habituais na Selecção nada mais nada menos que três jogadores do clube: José António é o primeiro jogador em pé à esquerda com camisa branca, Leonel Fernandes e Víctor Domingos são os dois primeiros da esquerda em baixo.

- 1965/66: a época começa da melhor forma, com a inauguração do Estádio Alfredo da Silva, no mês de Junho. O clube abandonava o saudoso Campo de Santa Bárbara, do qual ainda hoje existe uma bancada e passava a dispor de um dos melhores palcos para ver futebol no país, estatuto de que mesmo hoje pode continuar a orgulhar-se. A estreia trouxe ao Alfredo da Silva o SL Benfica, num jogo que terminou empatado a um golo. O Estádio teve desde o início a configuração que mantém e tem capacidade para cerca de 22 000 espectadores sentados.
  - A 1 de Dezembro de 1965, o clube consegue um dos maiores feitos do seu historial. Em jogo a contar para a primeira mão da 2ª ronda da Taça dos Clubes de Cidades com Feiras (isento na eliminatória anterior), o GD CUF recebeu, num Estádio Alfredo da Silva repleto, o já então poderoso AC Milan, que bateu por 2-0, com golos de Fernando Oliveira (61') e Abalroado (89', g.p.). Os onzes: GD CUF - Vítor Manuel, Bambo, Durand, Medeiros e Abalroado (cap.), Mário João, Espírito, Madeira, Vasconcelos, Fernando e Uria; AC Milan - Balzarini, Schenellinger, Maldini (cap.), Santi, Trebbi, Maddé, Maldera, Benigni, Sormani, Angelillo e Amaildo. O GD CUF acabaria por ser eliminado após terceiro jogo (2º em Milão) e por 1-0.

- 1967: A equipa de Hóquei em Patins estreou-se na Taça dos Clubes Campeões Europeus frente aos catalães do Réus. O GD CUF foi afastado da competição com dupla derrota (1-3; 0-4)

- 1971: é inaugurado o Pavilhão do GD CUF, inicialmente designado como "Pavilhão dos Trabalhadores".

- 1972: Víctor Domingos, guarda-redes de Hóquei em Patins do GD CUF e da Selecção Nacional de Portugal, é considerado o melhor do mundo na posição. Por essa altura, Víctor Domingos tinha já conquistado, enquanto atleta do clube, um Campeonato Mundial (1968) e quatro Campeonatos da Europa (1963/65/67/73). Também Leonel Fernandes e José António, igualmente jogadores do GD CUF, haviam sido já Campeões do Mundo por Portugal em 1962.
- 1973/74: O clube sagra-se vencedor de uma competição Internacional de futebol, a Taça Intertoto, onde ficou em 1º lugar no Grupo 11.

- 1975/76: após 22 anos consecutivos na 1ª Divisão Nacional de Futebol, o GD CUF foi despromovido, ao classificar-se em 16º e último lugar.

- 1991/92: depois de largas dezenas de anos a disputar os vários campeonatos nacionais de futebol, a equipa sénior desceu à 1ª Divisão Distrital da Associação de Futebol de Setúbal, despromoção confirmada na última jornada, ao perder por 4-2 em Tavira, frente à formação local.

- 1999/00: a equipa sénior de futebol vence o Campeonato Distrital da Associação de Futebol de Setúbal, regressando assim às provas nacionais. No final da época seguinte, contudo, o futebol do clube voltaria a baixar de divisão. Seria a única conquista do futebol sénior enquanto Grupo Desportivo da Quimigal.

- 2000: O clube deixa de se chamar Grupo Desportivo da Quimigal. A nova designação é Grupo Desportivo Fabril do Barreiro.

- 2002/03: a equipa sénior de futebol vence o Campeonato Distrital da Associação de Futebol de Setúbal, regressando assim às provas nacionais. Infelizmente, repetindo o que se verificara três anos antes, no final da época seguinte, o futebol do clube voltaria a baixar de divisão.

- 2006/07: a equipa sénior de futebol vence o Campeonato Distrital da Associação de Futebol de Setúbal, regressando assim às provas nacionais (Campeonato Nacional da 3ª Divisão Série F). Também a equipa Sénior de futsal vence o Campeonato Distrital de Setúbal, subindo à 3ª divisão Nacional.

- 2008/09: Campeão Nacional de Futsal da 3ª Divisão Série D.

- 2010/11: Campeão Nacional de Futsal da 3ª Divisão (da Série D e de Séries)

- 2011/12: Campeão Nacional de Futsal da 2ª Divisão da Série B, subindo consequentemente pela 1ª vez na sua história ao nacional da 1ª divisão de futsal.
- 2023: O clube deixa de se chamar Grupo Desportivo Fabril do Barreiro. A nova designação é Clube União Fabril (CUF).

## Histórico em Futebol
|                             | Nº Presenças | Venceu |
| --------------------------- | ------------ | ------ |
| Primeira Liga               | 23           | 0      |
| II Divisão                  | 34           | 1      |
| III Divisão                 | 7            | 0      |
| Campeonato de Portugal      | 9            | 0      |
| AF Setúbal I Divisão        | 10           | 7      |
| AF Setúbal Taça             | 6            | 0      |
| Taça de Portugal            | 57           | 0      |
| Taça das Cidades com Feiras | 2            | 0      |
| Liga Europa                 | 1            | 0      |
| Taça Intertoto              | 2            | 1      |

## Palmares Futebol Sénior Masculino
| Continentais | Continentais                   | Continentais | Continentais                                                  |
| ------------ | ------------------------------ | ------------ | ------------------------------------------------------------- |
|              | Competição                     | Venceu       | Época(s)                                                      |
|              | Taça Intertoto                 | 1            | 1974 (Vencedor de Grupo)                                      |
| Nacionais    |                                |              |                                                               |
|              | II Divisão                     | 1            | 1953/54                                                       |
| Regionais    |                                |              |                                                               |
|              | AF Setúbal 1ª Divisão          | 7            | 1999/00, 2002/03, 2006/07, 2013/14, 2015/16, 2018/19, 2021/22 |
|              | Taça Nike AF Lisboa/AF Setúbal | 2            | 2014, 2016                                                    |

## Estádio
Estádio Alfredo da Silva
Local - Complexo Desportivo Alfredo da Silva, Lavradio, Barreiro, Portugal
Inauguração - 30 de Junho de 1965
Capacidade - 21 498 espectadores
Dimensões do relvado - 105 x 70 m

## Modalidades
- Atletismo
- Futebol
- Futsal
- Ginástica
- Hóquei em patins
- Judo
- Remo
- Ténis
- Patinagem Artística

## Emblema
| Simbolo |           |           |           |               |
| Data    | 1944-1977 | 1977-2000 | 2000-2024 | 2024-Presente |

## Equipamento
A equipa utiliza camisola verde com mangas brancas (ou brancas com duas listas horizontais verdes); calção branco; Meias verdes (ou brancas)
- Joma (2025- presente)
- G Sport (2018-2024)
- Nike (?-2018)
- Patrick (?-?)
- In-House (1944-?)